# تپه پیرمشهد
تپه پیر مشهد مربوط به دوران‌های تاریخی پس از اسلام است و در شهرستان بوئین‌زهرا، بخش آبگرم، روستای مشهد واقع شده و این اثر در تاریخ ۲۵ خرداد ۱۳۸۱ با شمارهٔ ثبت ۵۷۹۴ به‌عنوان یکی از آثار ملی ایران به ثبت رسیده است.